# Ribnica
Ribnica je město a správní středisko stejnojmenné občiny ve Slovinsku v Jihovýchodním slovinském regionu. Nachází se asi 14 km severozápadně od Kočevje a asi 39 km jihovýchodně od Lublaně. V roce 2019 zde trvale žilo 3 575 obyvatel.
Městem prochází silnice 106. Sousedními městy jsou Cerknica, Grosuplje, Kočevje a Lublaň.